# Saint-Girod
Saint-Girod ist eine Commune déléguée mit 636 Einwohnern (Stand 1. Januar 2022) in der Gemeinde Entrelacs im Département Savoie in der Region Auvergne-Rhône-Alpes. Sie gehörte zum Arrondissement Chambéry und zum Kanton Aix-les-Bains-1. Die Ortsbewohner von Saint-Girod heißen auf Französisch Saint-Girodais(es).
Mit Wirkung vom 1. Januar 2016 wurden die früheren Gemeinden Albens, Cessens, Épersy, Mognard, Saint-Germain-la-Chambotte und Saint-Girod zu einer Commune nouvelle mit dem Namen Entrelacs zusammengelegt.

## Geographie
Saint-Girod liegt auf 355 m, etwa 25 km nördlich der Präfektur Chambéry und 18 km südwestlich der Stadt Annecy (Luftlinie). Das Dorf erstreckt sich im südwestlichen Albanais, im Alpenvorland westlich des Massivs der Bauges, am östlichen Rand der breiten Senke, welche das Becken von Rumilly mit dem Lac du Bourget verbindet.
Zu Saint-Girod gehörten neben dem eigentlichen Ortskern auch verschiedene Weilersiedlungen und Gehöfte, darunter (von Norden nach Süden):
- Marcellaz (410 m) am Hang über der Senke des Albanais
- La Vieille Église (360 m) am östlichen Rand der Talsenke
- Les Bois (500 m) auf einem Geländevorsprung östlich der Talsenke
- Chez Darmand (354 m) am östlichen Rand der Talsenke
- Chambera (375 m) am östlichen Rand der Talsenke
- Saint-Lazare (45 m) auf einem Geländevorsprung östlich der Talsenke

Nachbarorte von Saint-Girod sind Saint-Félix im Norden, Chainaz-les-Frasses und Saint-Ours im Osten, Mognard im Süden sowie Albens im Westen.

## Geschichte
Saint-Girod wird im 13. Jahrhundert erstmals erwähnt. Der Ort ist benannt nach dem Heiligen Geraldus von Aurillac. Im Mittelalter gehörte Saint-Girod zum Besitz der Herrschaft Montfalcon.

## Sehenswürdigkeiten
Die Dorfkirche wurde im 19. Jahrhundert an der Stelle eines Vorgängerbaus neu erbaut. Kapellen gibt es in Saint-Lazare (an der Stelle eines frühchristlichen Baus) und in Marcellaz. Auf dem Gemeindegebiet befinden sich in Marcellaz, Colombier und La Villette drei Schlösser aus dem 17. respektive 18. Jahrhundert.

## Bevölkerung
| Bevölkerungsentwicklung | Bevölkerungsentwicklung |
| Jahr                    | Einwohner               |
| ----------------------- | ----------------------- |
| 1962                    | 305                     |
| 1968                    | 287                     |
| 1975                    | 279                     |
| 1982                    | 289                     |
| 1990                    | 379                     |
| 1999                    | 421                     |
| 2006                    | 534                     |
| 2011                    | 581                     |

Seit Beginn der 1980er Jahre wurde dank der attraktiven Wohnlage eine kontinuierliche Bevölkerungszunahme verzeichnet.

## Wirtschaft und Infrastruktur
Saint-Girod war bis weit ins 20. Jahrhundert hinein ein vorwiegend durch die Landwirtschaft geprägtes Dorf. Daneben entwickelten sich in der letzten Zeit verschiedene Betriebe des Klein- und Mittelgewerbes. Mittlerweile hat sich das Dorf auch zu einem Wohnort entwickelt. Viele Erwerbstätige sind Wegpendler, die in den größeren Ortschaften der Umgebung sowie im Raum Chambéry und Annecy ihrer Arbeit nachgehen.
Die Ortschaft ist verkehrsmäßig gut erschlossen. Sie liegt an einer Verbindungsstraße, die von Grésy-sur-Aix nach Saint-Félix führt. Weitere Straßenverbindungen bestehen mit Albens, Mognard und Cusy. Der nächste Anschluss an die Autobahn A41 befindet sich in einer Entfernung von rund 7 km.

### Ausbildung
In Saint-Girod befindet sich eine Grundschule (école primaire).